# ファブリシオ・ディ・パオロ
ファブリシオ・アンドレ・ベルナルジ・ディ・パオロ (ポルトガル語:Fabricio André Bernard Di Paolo) (1980年1月22日-)はブラジルのピアニスト、音楽評論家, 音響エンジニア、YouTuber、コメディアンである。YouTubeではLord Vinheteiroという名前で活躍しており、ピアノ系YouTuberとして世界一の規模を誇る。ジョヴェム・パンFMのパーニコというラジオ番組の出演者でもある。

## 生い立ち
1980年1月22日ブラジルのサンパウロに生まれる。サンパウロ州立大学の卒業生である。2008年に"Lord Vinheteiro"という名前でYouTubeチャンネルを開設し、クラシック音楽やテレビ番組、映画、アニメ、ゲームなど様々なジャンルの曲を投稿している。動画内で無表情かつカメラ目線でピアノを演奏していることからVinheteiroは視聴者の注目を集めている。